# Sawabi-Inseln
Die Sawabi-Inseln oder Dschazirat Sowabih (arabisch جزر السوابع Dschuzur as-Sawabiʿ, DMG Ǧuzur as-Sawābiʿ oder al-Dschuzur as-sabʿa / الجزر السبعة / al-Ǧuzur as-sabʿa / ‚die sieben Inseln‘; französisch auch Sept Frères ‚Sieben Brüder‘), nicht zu verwechseln mit den omanischen Sawadi-Inseln, sind eine aus sechs unbewohnten Inseln bestehende, zu Dschibuti gehörende Inselgruppe in der Meerenge Bab al-Mandab zwischen Rotem Meer und Indischem Ozean. Sie gehören zur Region Obock.
Die Inseln von West nach Ost:
- al-Hamra (Westinsel, Rote Insel)
- al-Muzdawidscha (Ounda Dabali, Île Double)
- as-Sufla (Tolka, Île Basse)
- al-Kubra (Kaḏḏa Dâbali, Große Insel)
- asch-Scharqiyya (Horod le ‘Ale, Ostinsel)
- al-Dschanubiyya (Ounda Komaytou, Südinsel)

Die Hauptinsel Kadda Dabali nimmt über die Hälfte der Fläche der Inselgruppe ein, rund 50 Hektar von insgesamt 90 Hektar. Mit einer Höhe von 114 Metern ist sie auch die höchste der sechs Inseln.
Gelegentlich wird auch die Halbinsel Ra’s Siyyān als Teil der Inselgruppe bezeichnet. Ra’s Siyyān gipfelt in einem 138 Meter hohen Vulkan. Die Inseln liegen in einer Entfernung von 4,5 bis 14 Kilometern von Ra’s Siyyān.